# Mały Batyżowiecki Stawek
Mały Batyżowiecki Stawek (słow. Malé Batizovské pliesko) – mały stawek położony na wysokości ok. 1920 m n.p.m. w Dolinie Batyżowieckiej, w słowackich Tatrach Wysokich. Nie jest dokładnie pomierzony.
Mały Batyżowiecki Stawek znajduje się na tarasie Doliny Batyżowieckiej, ok. 150 m na południowy zachód od największego zbiornika wodnego doliny – Batyżowieckiego Stawu. Leży wśród złomisk i piargów. Nieco na południowy wschód od niego, w odległości ok. 100 m przechodzą dwa szlaki turystyczne: czerwono znakowana Magistrala Tatrzańska (odcinek Popradzki Staw – Batyżowiecki Staw) i żółto znakowana ścieżka z Wyżnich Hagów przez Dolinę Stwolską nad Batyżowiecki Staw. Oba szlaki są ze sobą połączone i na odcinku nieopodal Małego Batyżowieckiego Stawku biegną razem.

## Szlaki turystyczne
Czasy przejścia podane na podstawie mapy.
  – znakowana czerwono Magistrala Tatrzańska (Tatranská magistrála) przebiegająca z Popradzkiego Stawu przez Przełęcz pod Osterwą do Batyżowieckiego Stawu, a stąd dalej na wschód do „Śląskiego Domu” w Dolinie Wielickiej.
- Czas przejścia z Przełęczy pod Osterwą do Batyżowieckiego Stawu: 1:40 h w obie strony
- Czas przejścia znad Batyżowieckiego Stawu do Śląskiego Domu: 1 h w obie strony

  – żółty szlak z Wyżnich Hagów (Vyšné Hágy) prowadzący Doliną Stwolską nad Batyżowiecki Staw. Czas przejścia: 2:25 h, ↓ 1:55 h
Żółty szlak turystyczny jest otwarty tylko od 16 czerwca do 31 października, natomiast czerwony – w okresie bez pokrywy śnieżnej.